# Bois Belleau
Die Bois Belleau war ursprünglich ein US-amerikanischer Leichter Flugzeugträger und das dritte Schiff der Independence-Klasse, die durch Umbauten von vorhandenen Kreuzerrümpfen der Cleveland-Klasse entstand. Als USS Belleau Wood (CVL-24, ursprünglich CV-24) versah es seinen Dienst in der United States Navy auf dem pazifischen Kriegsschauplatz des Zweiten Weltkrieges und wurde nach Kriegsende der Reserveflotte überstellt. 1953 an die französische Marine übergeben, wurde sie unter dem neuen Namen Bois Belleau im Indochina- und Algerienkrieg eingesetzt und 1960 außer Dienst gestellt.

## Technik
Mehr zur Technik findet sich im Artikel zur Klasse unter Independence-Klasse.
Die Belleau Wood war circa 190 Meter lang und über 33 Meter breit und hatte mit einer Einsatzverdrängung von 13.000 ts einen Tiefgang von knapp acht Metern. Ihr Schiffsrumpf basierte auf dem der Cleveland-Klasse-Kreuzer und musste für die massiveren Aufbauten verbreitert werden, wodurch man hoffte, die Topplastigkeit erheblich zu vermindern. Trotz aller konstruktiven Maßnahmen konnte diese nie völlig kompensiert werden. Obwohl sie als Independence-Klasse-Träger nur ein wenig größer als die Geleitflugzeugträger war, unterschied sie sich von diesen hauptsächlich durch ihren starken Antrieb, wodurch ihr Einsatzspektrum dem der großen Flottenflugzeugträger glich. Die von den Kreuzern übernommene 100.000 PS starke Maschinenanlage trieb vier Propeller an und brachte das Schiff auf eine Höchstgeschwindigkeit von 31,6 Knoten.
Das zur damaligen Zeit übliche rechteckförmige Flugdeck war circa 174 Meter lang und 22,3 Meter breit und hatte zwei Decksaufzüge sowie ein Katapult. Die Insel musste aus Stabilitätsgründen klein gehalten werden, wodurch auf einen einzelnen, integrierten Schornstein verzichtet und stattdessen vier kleinere separat angebracht wurden. So beherbergte dieser markante Aufbau lediglich die Kommandobrücke, während sich die Operationszentrale unterhalb des Flugdecks befand. Das Bordgeschwader bestand während ihrer aktiven Dienstzeit hauptsächlich aus zwei Dutzend F6F-Hellcat-Jagdflugzeugen und aus neun Torpedobombern vom Typ Grumman Avenger.
Im Laufe des Krieges wurden die Langwellen-Radare SK und SC-2 sowie das SG-Mikrowellen-Radar auf dem Schiff installiert. Montiert auf der Insel und auf einem zusätzlichen Mast zwischen zweien der Schornsteine, ermöglichten diese Geräte Frühwarnungen auf bis zu 180 km Entfernung. Die Defensivbewaffnung der Belleau Wood bestand aus 40-mm-L/60- und 20-mm-L/70-Flugabwehrgeschützen, deren Anzahl während des Krieges ständig variierte. Im Jahr 1944 wurden die an Rumpf und Heck installierte 40-mm-Vierlingsflak mit der Feuerleitanlage Mk 51 nachgerüstet, die anfliegende Flugzeuge bis auf über 3,5 km Entfernung anvisieren und somit effektiver bekämpfen konnte.
Im Dienst der französischen Marine bestand die Luftgruppe neben Avengers hauptsächlich aus Chance-Vought-Corsair-Jagdbombern. Neben moderneren Versionen der besagten US-Radarsysteme wurde die Bois Belleau später mit dem französischen DRBV 22 nachgerüstet.

## Dienstzeit in der US-Marine

### Bau und Indienststellung

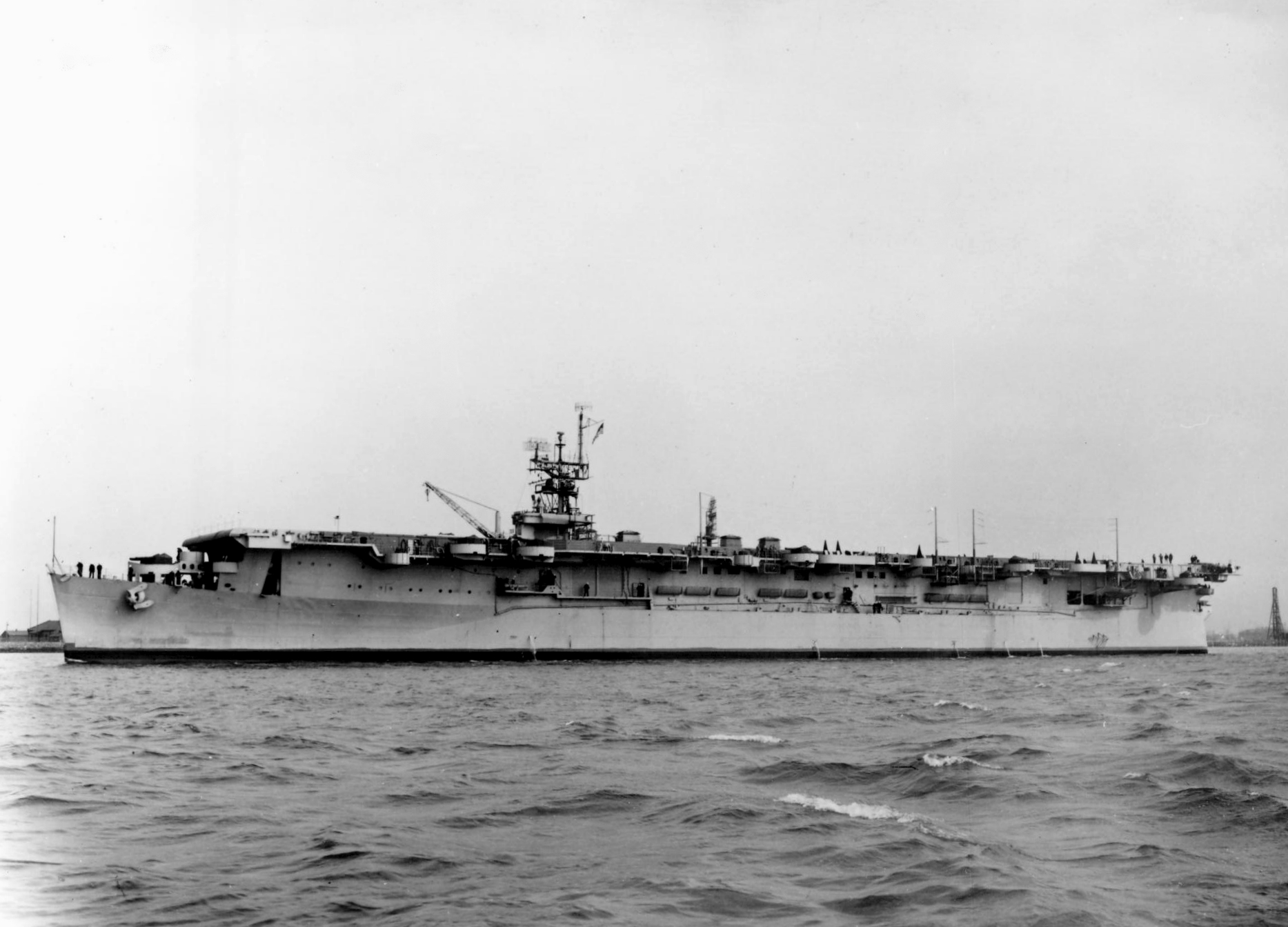
Belleau Wood am Philadelphia Navy Yard, 18. April 1943

Ursprünglich wurde das Schiff als Leichter Kreuzer New Haven (CL-76) im September 1940 in Auftrag gegeben und am 11. August 1941 bei der New York Shipbuilding Corporation in Camden, US-Bundesstaat New Jersey, auf Kiel gelegt. Nach dem japanischen Überfall auf Pearl Harbor und den dadurch folgenden Eintritt der Vereinigten Staaten in den Zweiten Weltkrieg bestand ein Mangel an Flugzeugträgern in der US-Marine. Dadurch wurde im Januar 1942 ein schon vor dem Krieg ausgearbeiteter Plan in die Tat umgesetzt, nach dem vorhandene Kreuzerrümpfe zu Flugzeugträgern umgebaut werden sollten. Am 16. Februar 1942 wurde der Rumpf der New Haven für den Umbau zum Flugzeugträger ausgewählt.
Nach Monaten des intensiven Umbaus konnte das Schiff am 6. Dezember 1942 durch Mrs. Beatrice Miller Clover, der Ehefrau des damaligen Commandant of the Marine Corps, Thomas Holcomb, als USS Belleau Wood (Registrierungsnummer CV-24) getauft und vom Stapel gelassen werden. Der Name erinnert an die Schlacht im Wald von Belleau im Juni 1918 im Zuge der deutschen Frühjahrsoffensive während des Ersten Weltkrieges. Mit Abschluss der letzten Baumaßnahmen wurde das Schiff zum Philadelphia Naval Shipyard überstellt und dort nach weiteren Umrüstungen am 31. März 1943 als dritter Träger der Independence-Klasse in den aktiven Dienst gestellt.

### Baker und Wake
Nach Abschluss der letzten Erprobungs- und Trainingsfahrten in der Karibik verlegte die Belleau Wood via Panamakanal in den Pazifischen Ozean, wo sie am 26. Juli 1943 in Pearl Harbor eintraf. Zuvor erfolgte am 15. Juli die Umregistrierung zum Leichten Flugzeugträger (Kennung CVL), was auch ihre bereits diensttuenden Schwesterschiffe Independence (CVL-22), Princeton (CVL-23), Cowpens (CVL-25) und Monterey (CVL-26) betraf. Dort traf sie am 25. des Monats auf Rear Admiral Willis A. Lees Task Force 11 (TF 11) und wurde der Task Group 11.2 (TG 11.2) zugeteilt. Zu diesem Verband gehörten neben ihrem Schwesterschiff Princeton (CVL-23) auch die Zerstörer Spence (DD-512), Trathen (DD-530), Boyd (DD-544) und Bradford (DD-545) sowie zwei Transportschiffe. In der ersten Septemberwoche stellte der Verband die Luftsicherung während der Besetzung und des Flugplatzbaus auf der Baker- und Howlandinsel. Während dieser Sicherungsaufgabe überquerte die Belleau Wood den wenige Kilometer südlich gelegenen Äquator 32-mal. Nach einem kurzen Aufenthalt in Pearl Harbor wurde die Belleau Wood gemeinsam mit dem Schwesterschiff Princeton und dem Flottenträger Lexington (CV-16) Rear Admiral Charles A. Pownalls TF 50 unterstellt, die am 18. und 19. September japanische Stellungen auf dem Makin- und dem Tarawa-Atoll angriff. Danach war die Belleau Wood Teil der 33 Schiffe umfassenden TF 14 unter Rear Admiral Albert E. Montgomery, die ab dem 5. Oktober einen zweitägigen Luftschlag gegen Wake ausführte. Namhafte Schiffe dieser Streitmacht waren unter anderem die Flugzeugträger Essex (CV-9), Lexington, Yorktown (CV-10), Independence (CVL-22) und Cowpens (CVL-25).

### Operationen Galvanic bis Hailstone
Nach der Auffrischung von Treibstoff, Munition und Proviant auf Hawaii nahm die Belleau Wood an den Gilbertinsel-Operationen teil, wo sie innerhalb des Großverbands TF 50 agierte. Gemeinsam mit den Trägern Enterprise (CV-6) und Monterey (CVL-26) sowie den Schlachtschiffen Indiana (BB-58) und North Carolina (BB-55) und den Zerstörern Radford (DD-446), Jenkins (DD-447) und Brown (DD-546) unterstützte die Belleau Wood unter Rear Admiral Arthur W. Radford (Kommandant der TG 50.2) die Landungen auf dem Makin-Atoll, die am 24. November nach mehrtägigem Kampf beendet werden konnte. Während und auch nach dieser Zeit war der Verband mehreren japanischen Luftangriffen ausgesetzt, wobei die Belleau Wood von den feindlichen Torpedos und Bomben verschont blieb. Nach einer erholsamen Jahreswende auf Hawaii wurde sie der TG 58.1 von Marc Mitschers Task Force 58 unterstellt, die mit der Durchführung der amphibischen Landungen auf den Marshallinseln beauftragt wurde. Die Einsatzgruppe umfasste neben der Belleau Wood auch die Träger Enterprise und Yorktown (CV-10), die Kreuzer Santa Fe (CL-60), Mobile (CL-63), Biloxi (CL-80) und Oakland (CL-95) sowie unter anderem die Zerstörer Cotten (DD-669), Dortch (DD-670), Gatling (DD-671) und Ingersoll (DD-652). Der Großteil der gesamten Streitmacht verließ am 16. Januar Pearl Harbor und attackierte strategische Ziele. TG 58.1 bombardierte unter anderem das japanische Flugfeld auf dem Maloelap-Atoll, bevor es direkte Feuerunterstützung bei der ab dem 31. Januar beginnenden Invasion auf Kwajalein gab. Bereits nach wenigen Tagen konnten die Kampfhandlungen auf dem Atoll für beendet erklärt werden, wodurch der Kampfverband der Belleau Wood im naheliegenden und sicheren Majuro-Atoll Proviant und Treibstoff aufnehmen konnte.

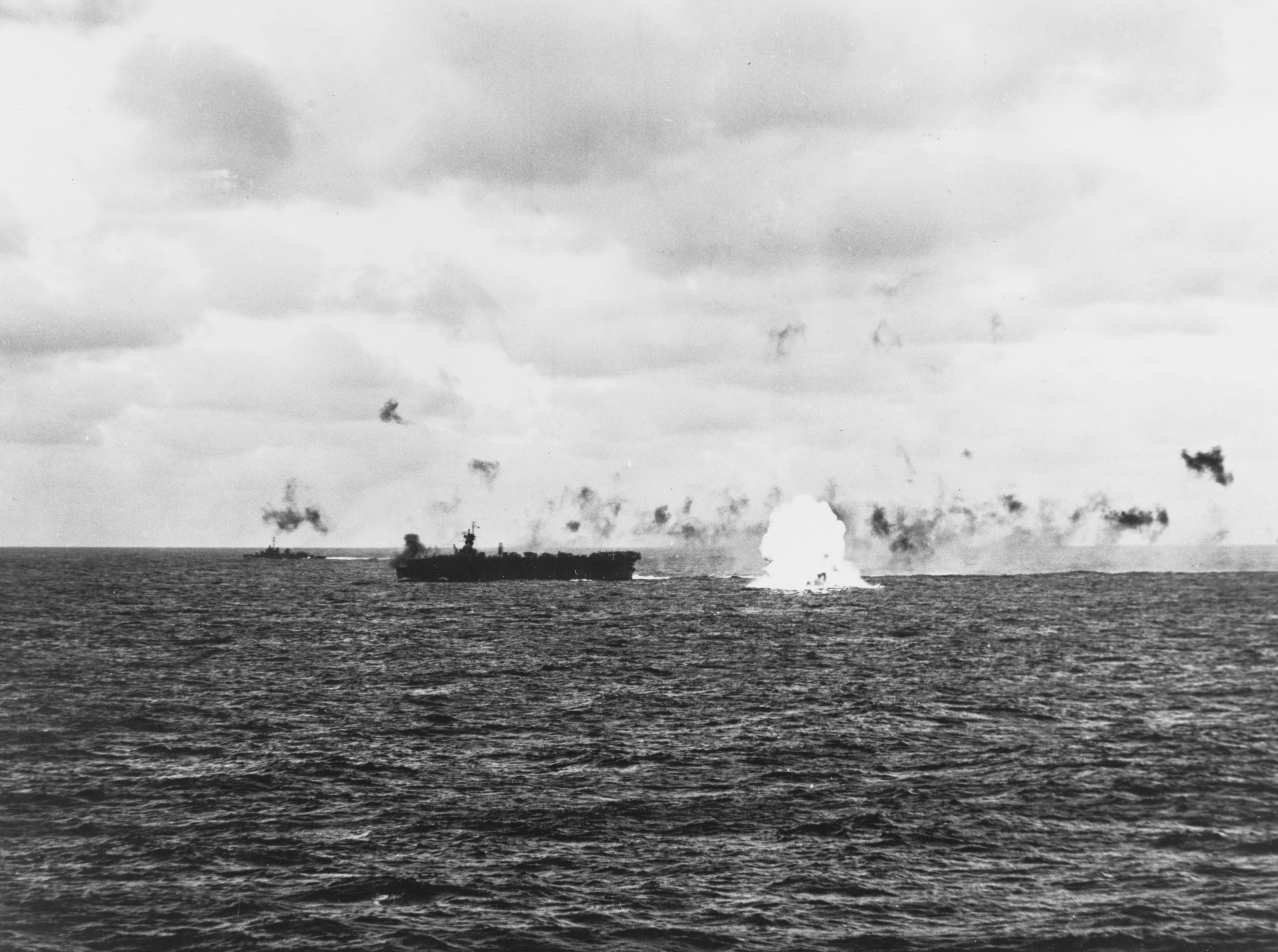
Ein japanischer Bomber explodiert, als er nahe der Belleau Wood ins Wasser stürzt. Aufgenommen vom USS Essex (CV-9), 23. Februar 1944.

Nach einigen Tagen Ruhephase führte TG 58.1 gemeinsam mit TG 58.2 (Flugzeugträger Intrepid (CV-11), Essex (CV-9) und Cabot (CVL-28)) und TG 58.3 (Bunker Hill (CV-17), Monterey (CVL-26) und Cowpens (CVL-25)) im Rahmen der Operation Hailstone einen massiven Luftschlag gegen den japanischen Marine- und Luftwaffenstützpunkt auf dem Karolinen-Atoll Truk. Während des zweitägigen Bombardements durch ihre Trägerflugzeuge wurden über 30 japanische Kreuzer, Zerstörer und Transportschiffe versenkt sowie über 200 Flugzeuge zerstört oder beschädigt. Wenige Tage danach griff die Flotte am 21. und 22. Februar 1944 die nördlich gelegenen Marianen-Inseln an, um die für Juni geplanten Landungsunternehmen vorzubereiten. Die Schwerpunkte dieser Aktion lagen auf den Inseln Saipan, Tinian, Rota und Guam. Der am 22. Februar folgende japanische Gegenangriff auf die US-amerikanische Flotte konnte abgewehrt werden, wobei die Trägerflugzeuge der TG 58.1 bei 45 eigenen Verlusten über 200 gegnerische Kampfflugzeuge abschießen konnten.
Nach einigen Tagen Rast auf dem Majuro-Atoll lief die Belleau Wood Richtung Süden und traf am 7. März bei Espiritu Santo auf einen größeren Flottenverband. In den kommenden Wochen flogen die Trägerflugzeuge des Verbands Angriffe gegen japanische Posten auf den westlichen Karolinen und den Palau-Inseln. Auf Palau konnten am 30. März 31 Schiffe versenkt und 18 Schiffe beschädigt werden, während über 200 japanische Flugzeuge zerstört wurden. Die Kampfflugzeuge der Belleau Wood trugen mit drei abgeschossenen und zwei beschädigten Flugzeugen sowie mit der Versenkung eines Frachtschiffes und eines Minenlegers zu dieser Statistik bei. Weitere Ziele waren Ngulu, Ulithi, Yap und Woleai. Unter Rear Admiral Joseph „Jocko“ Clarks TG 58.1 und im Verband mit dem Flottenträger Hornet (CV-12), den Schwesterschiffen Cowpens (CVL-25) und Bataan (CV-29), dem Schlachtschiff New Jersey (BB-62) und unter anderen den Kreuzern San Juan (CL-54), Santa Fe (CL-60), Mobile (CL-63) und Oakland (CL-95) unterstützte die Belleau Wood Mitte April General Douglas MacArthurs Armeeeinheiten bei den Landungen auf den Inseln Sawar und Wakde sowie bei Hollandia im Norden Neuguineas. Auf dem Rückweg nach Kwajalein folgte ein zweiter Angriff auf Truk und am 1. Mai auf die Karolinen-Insel Ponape.

### Marianen
Die für Mitte Juni geplante Operation Forager sollte von Admiral Raymond Spruances 5. US-Flotte ausgeführt werden, der Mitschers Task Force unterstellt war. Wie die gesamte Flotte wurde auch TG 58.1 verstärkt, u. a. mit dem Flottenträger Yorktown (CV-10) anstatt der Cowpens (CVL-25) und den Schweren Kreuzern Baltimore (CA-68), Boston (CA-69) und Canberra (CA-70). Die 15 Flugzeugträger umfassende Streitmacht verließ am 6. Juni ihren Sammelpunkt beim Majuro-Atoll und eröffnete vier Tage später die Schlacht um die Marianeninseln. Nach Luftangriffen gegen japanische Stellungen auf den Inseln Guam und Rota wurden vier Task Groups, darunter auch der Verband der Belleau Wood, nach Norden entsandt, um japanische Flugfelder und Häfen auf den Bonininseln Haha Jima, Chichi Jima und Iwojima zu attackieren. Die US-Flotte wurde zurückbeordert, da ein feindlicher Kampfverband unter Admiral Jisaburō Ozawa auf dem Weg zu den Marianen war, um die Alliierten zu vernichten. Während der vom 19. bis 20. Juni dauernden Schlacht in der Philippinensee konnten drei japanische Flugzeugträger versenkt, davon die Hiyō allein durch vier Avengers der Belleau Wood, und weitere Schiffe beschädigt werden. Weil die Japaner den Verlust von über 450 ihrer Kampfflugzeuge verkraften mussten, wurde diese Schlacht auch als Great Marianas Turkey Shoot („Das große Truthahnschießen bei den Marianen“) bekannt. Die Belleau Wood unterstützte die anschließenden Tage hindurch die harten Kämpfe auf Saipan und Tinian und kehrte erneut zu den Bonins zurück. Gegen Monatsende wurde sie nach Pearl Harbor beordert und konnte somit seit über einem Jahr wieder US-amerikanische Gewässer durchlaufen.
Nach einer Überholung im Trockendock vom 29. Juni bis zum 31. Juli kehrte die Belleau Wood zu den umkämpften Marianen zurück. Gemeinsam mit der Essex (CV-9), Langley (CVL-27) und u. a. den Schlachtschiffen Indiana (BB-58), Alabama (BB-60), Iowa (BB-61) und New Jersey (BB-62) bildete sie TG 58.4 unter Rear Admiral William Harrill und gab direkte Feuerunterstützung in der letzten Phase der Schlacht auf der noch umkämpften Insel Guam. Nach Ende der Kampfhandlungen verlegte die Flotte nach Eniwetok, wo sie für die bevorstehenden Palau- und Philippinen-Operationen umgruppiert wurde.

### Philippinen

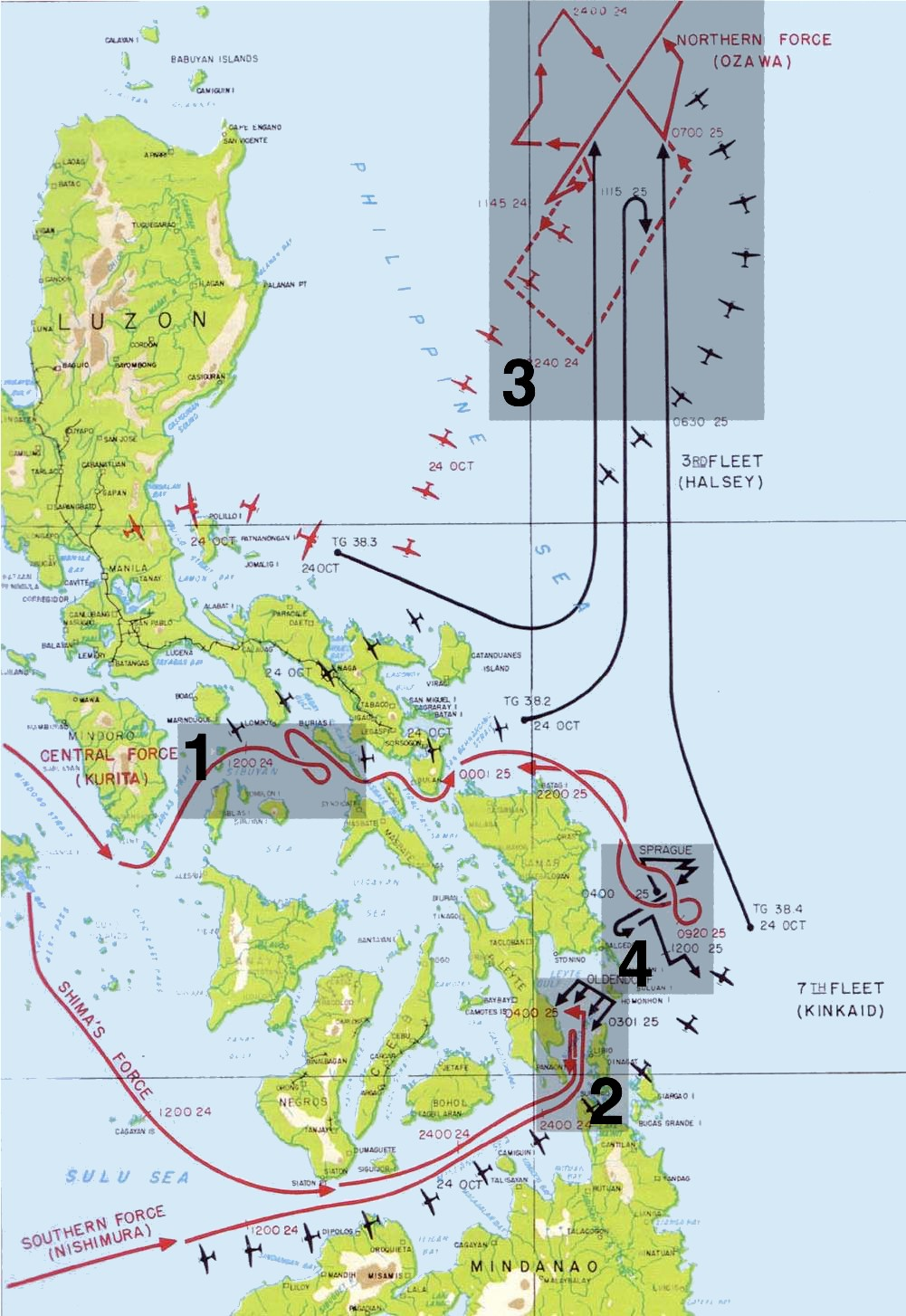
Verlauf der Anfangsphase der Rückeroberung der Philippinen, besser bekannt als See- und Luftschlacht im Golf von Leyte

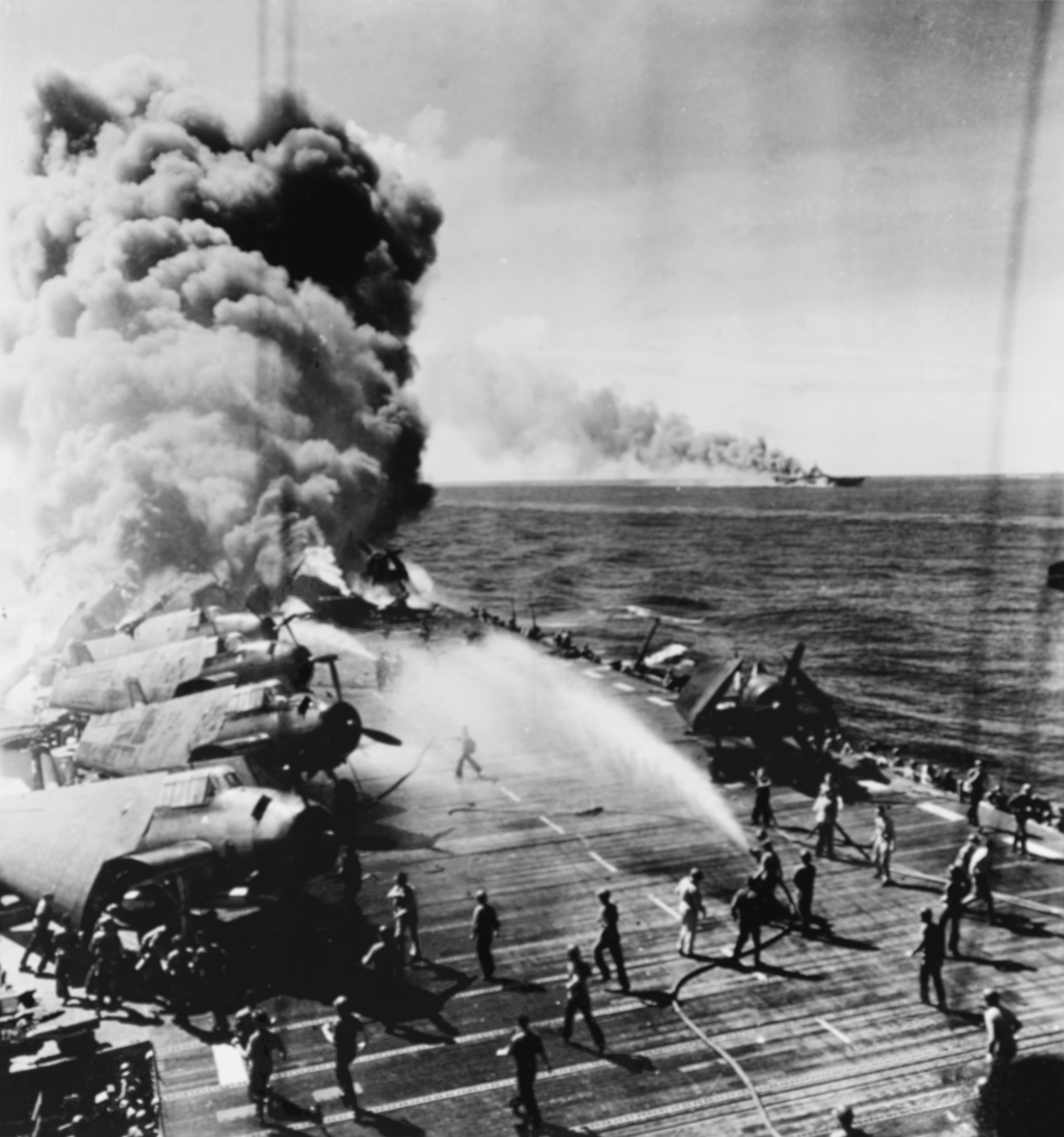
Die brennende Belleau Wood nach einem Kamikaze-Treffer. Im Hintergrund die ebenfalls getroffene Franklin (CV-13), 30. Oktober 1944.

Die Belleau Wood wurde Admiral William „Bull“ Halseys 3. US-Flotte unterstellt und stand neben den Flugzeugträgern Enterprise (CV-6), der neueren Franklin (CV-13) und dem Schwesterschiff San Jacinto (CVL-30) in Rear Admiral Ralph E. Davisons TG 38.4. Die aus vier Task Groups bestehende Flotte verließ am 29. August 1944 Eniwetok in Richtung Palau. Der Schiffsverband der Belleau Wood machte einen Umweg über die Bonin-Inseln, um dort erneut japanische Flugplätze und Häfen zu bombardieren, bevor er den Palau-Archipel erreichte. Nach Angriffen unter anderem gegen die Inseln Cebu, Negros und Zamboanga unterstützten deren Trägerflugzeuge die ab dem 15. September beginnende Invasion von Peleliu, bevor die TG 38.4 nach Manus beordert wurde, um Nachschub zu bunkern. Am 25. September verließ die Flotte die Admiralitätsinseln und bombardierte ab dem 10. Oktober strategische Ziele auf den Ryūkyū-Inseln, samt der Hauptinsel Okinawa, sowie auf Formosa (heutiges Taiwan) und Luzon. Dabei konnte die Belleau Wood in der Nacht vom 12. auf den 13. Oktober insgesamt 47 japanische Luftangriffe abwehren. Die Task Groups 38.1 und 38.4 befanden sich östlich des Golf von Leyte und gaben der am 20. Oktober beginnenden Invasion der Philippinen-Insel Leyte direkte Luftunterstützung, während die anderen beiden Task Groups Luftangriffe auf strategische japanische Stellungen auf den übrigen Philippinen ausführten. Am 24. Oktober sichteten landgestützte alliierte Aufklärungsflugzeuge einen vier Flugzeugträger umfassenden japanischen Flottenverband circa 200 sm nördlich von Luzon mit Fahrtrichtung Süd. Admiral Halsey beorderte umgehend alle verfügbaren Schiffe seiner Task Force nach Norden, um die feindliche Flotte abzufangen. In einer mehrstündigen Seeschlacht konnten die US-Trägerflugzeuge am folgenden Tage alle vier japanischen Flugzeugträger versenken, darunter auch die Zuikaku, den letzten der am Überfall auf Pearl Harbor beteiligten sechs Träger. Währenddessen wurde die Invasionsflotte von Admiral Takeo Kuritas Schlachtschiffflotte angegriffen, die sich in der Nacht zuvor durch die nördlich des Leyte-Golf befindlichen San-Bernardino-Straße angenähert hatten. Halseys TF 38 wurde schnellstens zurückbeordert, um Rear Admiral Clifton Spragues verteidigende Geleitflugzeugträger und Zerstörer zu unterstützen. Obwohl die japanische Flotte feuerkraftmäßig stärker war, zog sie sich nach wenigen Stunden zurück, sodass die Trägerflugzeuge der Belleau Wood am 26. Oktober nur drei zuvor beschädigte feindliche Kreuzer versenken konnten.
Die TG 38.4 bezog die folgenden Tage wieder östlich von Leyte Stellung und konnte am 28. gemeinsam mit den Zerstörern Gridley (DD-380) und Helm (DD-388) auf der Position 10° 56′ N, 127° 13′ O das japanische U-Boot I-46 versenken. Zwei Tage später befand sich der Verband der Belleau Wood 90 sm östlich auf Patrouille, als japanische Kampfflugzeuge angriffen. Einem Kamikaze gelang es, das Flugdeck des Flottenträgers USS Franklin (CV-13) zu treffen. Kurz darauf setzte ein weiteres japanisches Flugzeug zum Angriff auf die brennende Franklin an. Als dessen Bomben den Träger verfehlten, nahm es Kurs auf die Belleau Wood und konnte nicht von der Flugabwehr abgeschossen werden. Es durchschlug das hintere Flugdeck, auf dem Hellcat-Jagdflugzeuge und Avenger-Torpedobomber zum Start vorbereitet wurden, und entfachte einen Brand, der erst nach Stunden gelöscht werden konnte. Der Angriff beschädigte das Flugdeck der Belleau Wood schwer und forderte 92 Todesopfer. Gemeinsam mit der ebenfalls schwer mitgenommenen USS Franklin (CV-13) wurden die beiden Flugzeugträger nach Ulithi eskortiert, wo deren Beschädigungen als zu schwer eingestuft wurden, um sie auf diesem Stützpunkt zu reparieren. Die Belleau Wood konnte aus eigener Kraft die Westküste ansteuern und am 29. November den San Francisco Naval Shipyard erreichen.

### Luftangriffe auf die japanischen Hauptinseln
Nach Beendigung der Reparaturen konnte die Belleau Wood am 20. Januar 1945 Kalifornien verlassen und lief mit dem neuen Flottenträger Randolph (CV-15) nach Pearl Harbor, wo sie sechs Tage später eintraf. Drei Tage darauf verließ sie mit vier weiteren Flugzeugträgern und unter anderen dem neuen Großen Kreuzer Alaska (CB-1) Hawaii mit Ziel Ulithi. Dort wurde die Belleau Wood der Task Group 58.1 von Rear Admiral Joseph Clark unterstellt, der auch die Essex-Klasse-Flugzeugträger Hornet (CV-12), Wasp (CV-18) und Bennington (CV-20) angehörten. Task Force 58 verließ die Karolinen am 10. Februar mit Kurs Nord, um die kommenden Wochen im Rahmen der Operation Jamboree den ersten alliierten Luftangriff auf Tokio seit dem Doolittle Raid von April 1942 durchzuführen. Weitere Ziele waren erneut die Ryūkyū- und die Bonin-Inseln mit Schwerpunkt auf die Unterstützung der Invasion von Iwojima. Nach Auffrischung der Treibstoff-, Proviant- und Munitionsvorräte auf dem Ulithi-Atoll, wobei der Flottenverband der Belleau Wood um ihr Schwesterschiff San Jacinto (CVL-30) ergänzt wurde, folgten weitere Luftangriffe gegen die japanischen Hauptinseln sowie vorbereitende Angriffe und schließlich die Unterstützung der am 1. April beginnenden Operation Iceberg, der alliierten Landung auf Okinawa. Im Zuge dieser Aufgabe konnten Trägerflugzeuge der Belleau Wood am 24. März einen japanischen Konvoi, bestehend aus drei Transportschiffen und unter anderen drei Zerstörern, circa 200 sm nordwestlich von Okinawa versenken. In einer von japanischen Kamikaze-Angriffen geprägten Zeit konzentrierten sich weitere Luftangriffe hauptsächlich auf die Hauptinseln Kyūshū, Shikoku und Honshū, wo Flugplätze und Häfen, u. a. Kure und Kōbe, Opfer alliierter Luftangriffe wurden. Nach einer Umorganisation am 27. Mai, wobei die TF 58 wieder in TF 38 umbenannt wurde, wurden die Operationen wie bisher fortgesetzt. Am 4. Juni wurde die Belleau Wood wie andere Schiffe ihrer Flotte durch den Taifun Connie nur geringfügig beschädigt (22° 45′ 0″ N, 132° 10′ 0″ O). Eine Woche später wurde die Operation Iceberg für beendet erklärt und die Belleau Wood lief in den Golf von Leyte ein, um der Besatzung den Landgang zu ermöglichen.
Nach Abschluss kleinerer Reparaturarbeiten am Schiff und nach intensiven Trainings der neuen Air Group 31 konnte die Belleau Wood am 1. Juli die Philippinen verlassen. Gemeinsam mit den dem Schwesterschiff San Jacinto (CVL-30) und den Flottenträgern Bennington (CV-20), Hancock (CV-19) und Lexington (CV-16) sowie den Schlachtschiffen Indiana (BB-58), Massachusetts (BB-59) und Alabama (BB-60), fünf Kreuzern und 21 Zerstörern in Rear Admiral Thomas Spragues TG 38.1 der von Vice Admiral John „Slew“ McCains kommandierten TF 38 wurde erneut Kurs Japan genommen. In den Wochen bis zu dem am 15. August 1945 verkündeten Waffenstillstand lag der Schwerpunkt der Angriffe auf Flugplätze und Marinestützpunkte auf Honshū und der bis dato von alliierten Luftangriffen weitgehend verschonten nördlichen Hauptinsel Hokkaidō. An diesem Tag wurde von Ensign Clarence „Bill“ A. Moore, einem Piloten der Jagdstaffel VF-31 der Belleau Wood, ein japanischer Judy-Sturzkampfbomber abgeschossen. Dieser Abschuss gilt als der letzte des Pazifikkrieges und somit des gesamten Zweiten Weltkrieges.

### Nachkriegszeit
Nach der formellen Kapitulation Japans am 2. September 1945 an Bord des Schlachtschiffes Missouri (BB-63) in der Bucht von Tokio beteiligten sich die Bordflugzeuge der Belleau Wood an einem Massenüberflug alliierter Marineflugzeuge. Sie verließ am 13. Oktober japanische Gewässer und lief zwei Wochen später in den Hafen von Pearl Harbor ein. Bereits am 31. Oktober brach die Belleau Wood mit weiteren 1248 Soldaten an Bord Richtung San Diego zu ihrer ersten Fahrt im Rahmen der Operation Magic Carpet auf. Bis Ende Januar 1946 pendelte der Flugzeugträger zwischen Saipan/Guam und San Diego, um weitere US-amerikanische Soldaten in ihre Heimat zu bringen. Die kommenden Monate verbrachte die Belleau Wood in zahlreichen Häfen an der US-Westküste, bevor sie am 13. Januar 1947 in der Naval Air Station Alameda, Bucht von San Francisco, offiziell aus dem aktiven Dienst gestellt wurde.
Im Verlauf ihrer Dienstzeit in der United States Navy legte die Belleau Wood eine Strecke von 216.682 sm (≈ 401.295 km) zurück und wurde mit zwölf Battle Stars und einer Presidential Unit Citation ausgezeichnet. Die insgesamt vier Air Groups an Bord des Trägers versenkten zwölf schwere und 36 leichte feindliche Kriegsschiffe und konnte 83 weiteren Beschädigungen zufügen. Insgesamt 502 im Luftkampf abgeschossene oder am Boden zerstörte japanische Kampfflugzeuge konnten verzeichnet werden.

## Dienstzeit in der Französischen Marine

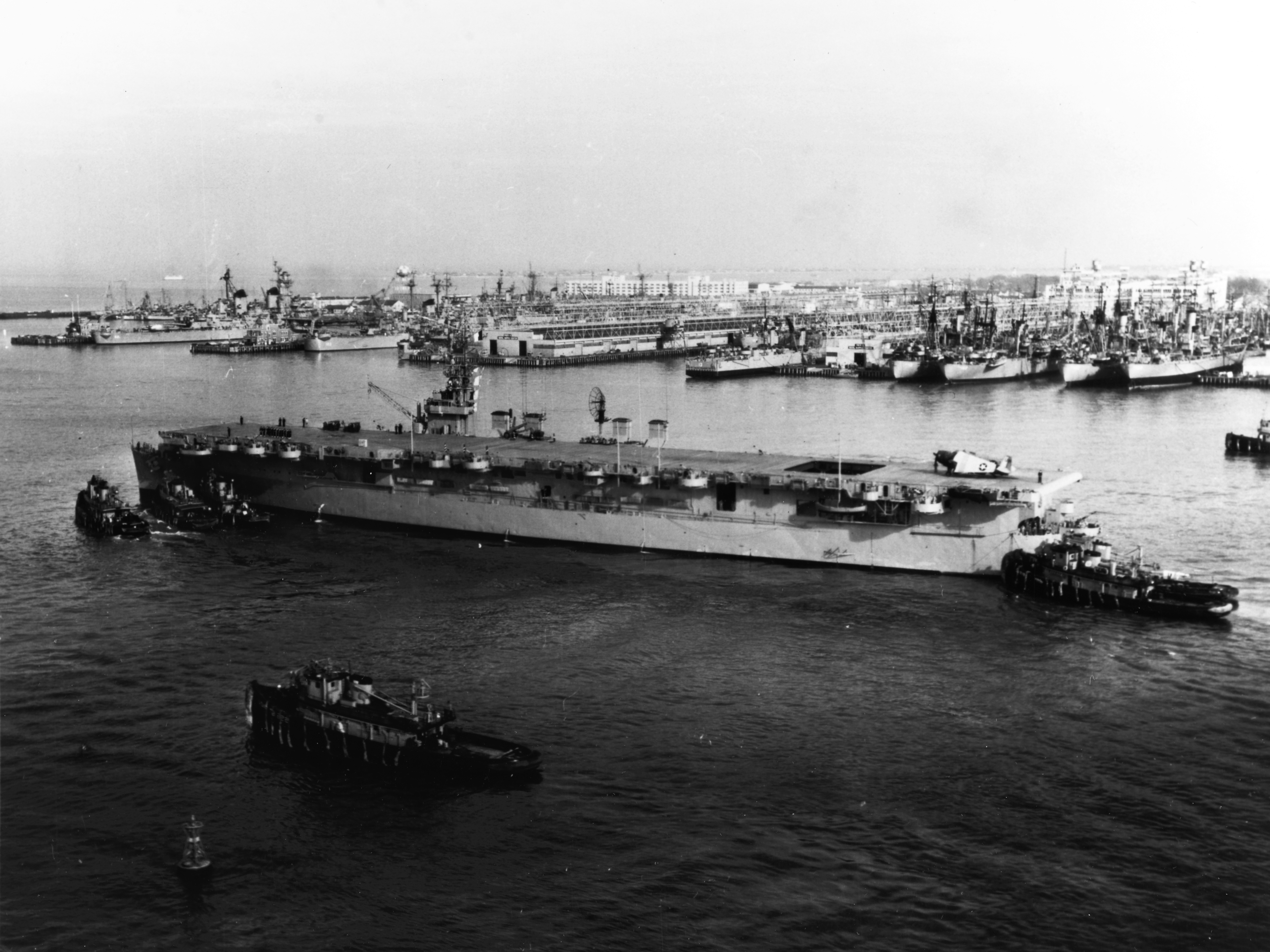
Bois Belleau im Hafen von Norfolk, Dezember 1953. Im Hintergrund sind die New Jersey (BB-62), Albany (CA-123) und Casa Grande (LSD-13) zu sehen.

Die Belleau Wood verblieb in der Reserveflotte, bis sie am 5. September 1953 im Rahmen des Mutual Defense Assistance Act an Frankreich übergeben wurde. Nach Instandsetzungs- und Modernisierungsarbeiten am Norfolk Naval Shipyard an der US-Ostküste wurde das Schiff am 23. Dezember als Bois Belleau (R97) in den aktiven Dienst der französischen Marine gestellt. Nach Einbauten von französischer Elektronik verließ der Flugzeugträger im April 1954 Toulon Richtung Französisch-Indochina, um den dort am Indochinakrieg teilnehmenden Flugzeugträger Arromanches abzulösen. Am 20. Mai fuhr die Bois Belleau in die Halong-Bucht ein, wobei ihre Trägerflugzeuge nicht mehr in die bereits verlorene Schlacht um Điện Biên Phủ eingreifen konnten. Bis zum offiziellen Kriegsende am 21. Juli flogen ihre Trägerflugzeuge hauptsächlich Angriffe gegen den Viet Minh im Norden und im Großraum von Huế und Dong Hoi. Anschließend evakuierte die Bois Belleau bis September etwa 6000 Zivilisten aus dem damaligen Nordvietnam nach Cam Ranh und Tourane im damaligen Südvietnam. Am 16. Dezember kehrte sie wieder nach Toulon zurück.
Die folgenden Jahre beteiligte sich die Bois Belleau am Algerienkrieg und an zahlreichen Manövern der NATO. In den letzten Monaten vor ihrer endgültigen Außerdienststellung transportierte sie insgesamt 296 für die Armée de l’air bestimmte Flugzeuge von Norfolk aus nach Brest und Saint-Nazaire. In den sieben Jahren im Dienste der Marine nationale française hat sie eine Strecke von insgesamt 183.216 sm (≈ 339.316 km) zurückgelegt.
Die Bois Belleau wurde am 12. September 1960 am Philadelphia Naval Shipyard, dem Ort ihrer ersten Indienststellung, an die Vereinigten Staaten zurückgegeben und von der US Navy am 1. Oktober vom Naval Vessel Register gestrichen. Am 21. November 1960 wurde die Belleau Wood zur Verschrottung an die Boston Metals Company verkauft.

## Kommandierende Offiziere
| Dienstgrad | Name            | Beginn der Berufung | Ende der Berufung |
| ---------- | --------------- | ------------------- | ----------------- |
| Captain    | Alfred M. Pride | 4. Januar 1943      | 12. April 1944    |
| Captain    | John A. Perry   | 12. April 1944      | 26. Januar 1945   |
| Captain    | W.G. Tomlinson  | 26. Januar 1945     | 15. Dezember 1945 |
| Captain    | John B. Moss    | 15. Dezember 1945   | 1946              |

| Dienstgrad       | Name                              | Beginn der Berufung | Ende der Berufung  |
| ---------------- | --------------------------------- | ------------------- | ------------------ |
| Kapitän zur See  | Louis Mornu                       | 5. September 1953   | 7. August 1954     |
| Fregattenkapitän | Raymond Rouméas                   | 7. August 1954      | 5. September 1954  |
| Kapitän zur See  | André Menvielle                   | 5. September 1954   | 19. Mai 1956       |
| Kapitän zur See  | Jacques Traub                     | 19. Mai 1956        | 31. Oktober 1957   |
| Kapitän zur See  | Philippe de Scitivaux de Greische | 31. Oktober 1957    | 19. November 1958  |
| Kapitän zur See  | Henri Pacaud                      | 19. November 1958   | 1. Oktober 1959    |
| Kapitän zur See  | Pierre Hurbin                     | 1. Oktober 1959     | 12. September 1960 |

## Weiterführende Informationen